# Старий Цикажев
Старий Цикажев (пол. Stary Cykarzew) — село в Польщі, у гміні Миканув Ченстоховського повіту Сілезького воєводства.
Населення — 593 особи (2011).
У 1975-1998 роках село належало до Ченстоховського воєводства.

## Демографія
Демографічна структура станом на 31 березня 2011 року:
|          | Загалом | Допрацездатний вік | Працездатний вік | Постпрацездатний вік |
| -------- | ------- | ------------------ | ---------------- | -------------------- |
| Чоловіки | 285     | 52                 | 203              | 30                   |
| Жінки    | 308     | 58                 | 177              | 73                   |
| Разом    | 593     | 110                | 380              | 103                  |